# Juliette Veillier-Duray
Pour les articles homonymes, voir Duray.
Juliette Veillier-Duray est une avocate française née le 21 novembre 1899 à Fresnes et morte le 18 mars 1984 à Paris. Elle est deuxième Secrétaire de la Conférence.

## Biographie

### Famille
Juliette Veillier grandit dans une famille catholique dont le père est directeur de prison et la mère sans emploi.

### Formation
Juliette Veillier passe une licence de droit à la faculté de droit de Paris et une licence ès-lettres avec succès, avant d'obtenir un bachelor of laws aux États-Unis. Elle devient docteur en droit et sa thèse porte sur Le grand juge Marshall et le droit des gens.

### Carrière juridique
Le 7 février 1922, Juliette Veillier est admise au Barreau de Paris. Le 6 mars 1923, elle est avocate à la cour d'appel de Paris.
Elle remporte le concours d'éloquence de la Conférence Berryer en 1924 puis est élue deuxième Secrétaire de la Conférence après sa réussite à la Conférence du stage en 1925. À ce titre, elle donne un discours pour la rentrée du Barreau de Paris et choisit de parler de Gandhi et de la désobéissance civile avec un succès salué par la presse française et internationale.
En février 1930, dans l’affaire Violette Morris elle défend, avec Yvonne Netter, la fédération sportive française féminine qui l'accuse d'homosexualité et de porter des vêtements d'hommes et refuse de lui renouveler sa licence à ce titre.
Henri Robert lui rend hommage dans Le Petit Journal et déplore le manque de femmes dans la justice française.
Elle est présidente de l’Association des femmes diplômées des universités en 1934 et y défend les droits des femmes et leur accès au travail. Elle critique le Code civil pour être démodé quant à l'autonomie des femmes mariées.
Le 5 mai 1955, elle est décorée chevalier de la Légion d’honneur.